# Linda Villumsen
Linda Melanie Villumsen Serup, född 9 april 1985 i Herning, är en danskfödd tidigare tävlingscyklist, som sedan 2009 är medborgare i Nya Zeeland och har tävlat under nyzeeländsk flagga sedan 2010.

## Karriär
Linda Villumsen blev U23-världsmästare 2006 och 2007. Hon blev dansk nationsmästare i både linje- och tempolopp 2006, 2008 och 2009.
Under olympiska sommarspelen 2008 i Peking slutade hon på femte plats i linjeloppet och på 13:e plats i tempoloppet. Under de olympiska sommarspelen 2012 slutade hon på 18:e plats i linjeloppet. Hon slutade på fjärde plats i tempoloppet, endast två sekunder från Olga Zabelinskaja, som tog hem bronsmedaljen.
Villumsen vann Route de France Féminine 2006 och 2013.  Hon vann också Thüringen Rundfahrt 2009, där hon också tog hem segern på tre etapper. På världsmästerskapens tempolopp 2011 och 2013 slutade hon tvåa bakom Judith Arndt, respektive Ellen van Dijk. Hon tog hem bronsmedaljen under världsmästerskapens tempolopp 2009, 2010 och 2012. Hon vann Giro del Trentino Alto Adige-Südtirol 2012 och Tour Cycliste Féminin International de l'Ardèche 2014.
År 2015 vann Villumsen tempoloppet på Samväldesspelen 2014 framför Emma Pooley och Katrin Garfoot. Hon vann tempoloppet under Världsmästerskapen i landsvägscykling 2015 i Richmond, Virginia. Efteråt var hon dock nära att bli sparkad från cykellaget UnitedHealthCare på grund av att hon valt att köra loppet på en annan cykel än laget sponsrat henne med.
Efter de Olympiska sommarspelen 2016, där hon slutade på sjätteplats, valde Villumsen att ta en paus från tävlingscyklandet. Men året därpå blev hon kontrakterad av Bjarne Riis lag Team Virtu. Hennes första lopp med laget blev Giro d'Italia Internazionale Femminile. 
I april 2018 tog hon hem silvermedaljen på Samväldesspelen 2018 bakom Katrin Garfoot. Under året vann hon Omloop Het Nieuwsblad.